# Massacre de Lattimer
Coal Wars (en) (guerres du charbon)
Batailles
Guerres du charbon :
- Guerre de Coal Creek
- Bituminous Coal Miners' Strike of 1894 (en)
- Massacre de Lattimer
- Illinois coal wars (en)
- Bataille de Virden
- Pana massacre (en)
- Grève du charbon de 1902
- Westmoreland County coal strike of 1910–1911 (en)
- Paint Creek–Cabin Creek strike of 1912 (en)
- Colorado Coalfield War (1913-1914) (en)
- Massacre de Ludlow
- Hartford coal mine riot (en)
- West Virginia coal wars (en)
- Bataille de Matewan
- Bataille de Blair Mountain
- 1920 Alabama coal strike (en)
- Herrin Massacre (en)
- Columbine Mine massacre (en)
- Harlan County War (en)
- Battle of Evarts (en)

Le massacre de Lattimer (en anglais : Lattimer massacre) est l'exécution le 10 septembre 1897 lors d’une grève des mineurs en Pennsylvanie de 19 ouvriers qui refusent de se disperser par le shérif du comté de Luzerne et ses hommes.
Ces mineurs de la mine de Lattimer, non armés et essentiellement d'Europe centrale et de l'Est, font grève pour demander une revalorisation de salaire.
Le shérif James F. Martin et ses hommes ont été acquittés lors de leur procès, malgré la preuve que presque tous les mineurs tués ont été touchés dans le dos.
Le massacre de Lattimer est un tournant important dans l'histoire de l'United Mine Workers (UMW), améliorant l'implantation de ce syndicat en Pennsylvanie par le biais de la syndicalisation de près de 10 000 nouveaux membres.

## Déroulement

### Grève
2.500 soldats se trouvent à Hazleton, Pennsylvanie ce jour-là afin d’assurer l’ordre. Les grévistes sont pacifistes : ils ne possèdent aucune arme. Leur seul but est de rallier leurs confrères de Coleraine à leur cause. La grève était calme et dépourvue de mauvaises intentions.
Les grévistes ne se dispersant pas, le shériff lut le Riot Act (une loi autorisant les forces de l’ordre à faire feu sur les individus rebelles). Les grévistes, qui ne parlaient pas tous anglais, ne pouvaient comprendre ce qu’il disait.

### Massacre
La marche de protestation du vendredi 10 septembre comptait environ 300 à 400 grévistes non-armés (presque tous Slaves et Allemands), qui allaient à la mine de charbon de Lattimer, appartenant à Calvin Pardee (en), pour soutenir un nouveau syndicat du UMW (United Mine Workers of America). Leur but était de soutenir ce nouveau syndicat à la mine de Lattimer qui était toujours ouverte. Sur le chemin, les grévistes firent face aux agents de l’ordre plusieurs fois, leur demandant de se disperser, mais les grévistes refusèrent d’obtempérer.

### Répercussions
L’incident a contribué à mettre fin à un mythe de longue date concernant la docilité des mineurs étrangers.

## Couverture médiatique en France
En France, le massacre de Lattimer a souvent été décrit comme une rixe. La presse française insiste sur la nationalité des grévistes, et le fait que l’autorité autrichienne s’empare également de l’affaire.
Dans la presse française, le nombre de morts et de blessés est très variable. Des journaux comme Le Petit Parisien, journal populaire, évoque 22 mineurs morts et 76 blessés. Ces chiffres sont repris par d’autres journaux de gauche tels que L’Intransigeant.
Les organes de presse de droite restent plus vagues et tendent à ne pas augmenter les chiffres. Il est rapporté que le nombre de morts s’élève à 19.
Cet événement a lieu dans une période d’augmentation du nombre de mouvements de grèves en France, et correspond ainsi à une division des organes de presse concernant le sujet des mouvements sociaux.